# Гикевич, Лукаш
Лу́каш Гике́вич (пол. Łukasz Gikiewicz; 26 октября 1987, Ольштын) — польский футболист, нападающий иорданского клуба «Аль-Файсали».

## Клубная карьера
4 июля 2014 года Гикевич через свой аккаунт в Instagram подтвердил, что переходит в АЕЛ из костанайского «Тобола». 30 июля, в первом же матче за новый клуб, Лукаш поразил ворота питерского «Зенита» (1:0), принеся своим голом победу клубу из Лимасола.

## Достижения
Шлёнск
- Экстракласа (1): 2011/12
- Суперкубок Польши (1): 2012